# Dicoelospermum
Dicoelospermum é um género botânico pertencente à família Cucurbitaceae.

## Espécies
- Dicoelospermum ritchiei C.B.Clarke